# Brunettia cinaeda
Brunettia cinaeda är en tvåvingeart som beskrevs av Duckhouse 1991. Brunettia cinaeda ingår i släktet Brunettia och familjen fjärilsmyggor. Inga underarter finns listade i Catalogue of Life.